# Cockneys vs Zombies
Cockneys vs Zombies (Brasil: Cockneys vs. Zombies ) é um filme de comédia zumbi produzido no Reino Unido e dirigido por Matthias Hoene. Lançado em 2012, foi protagonizado por Harry Treadaway, Rasmus Hardiker, Michelle Ryan, Georgia King, Richard Briers, Honor Blackman e Alan Ford.